# بانک سی‌ئی‌سی
بانک سی‌ئی‌سی (انگلیسی: CEC Bank) شرکت خدمات مالی و بانکداری رومانیایی است، که در سال ۱۸۶۴ تأسیس شد.